# Constelaciones chinas

Carta estelar con asterismos y palcos lunares tradicionales chinos.

Las constelaciones chinas se agrupan en 31 regiones recogidas a su vez en los llamados Tres recintos (三垣 san yuán) y Veintiocho casas (二十八宿 el shi ba xiù). Los tres recintos ocupan el área que comprende el Polo norte celeste. Las Veintiocho casas acaparan la región zodiacal y pueden considerarse equivalentes a los 12 signos de zodiaco. Al contrario de lo que ocurre con los signos del horóscopo occidental, las Veintiocho casas hacen referencia a las fases del mes lunar más que a la posición del sol a lo largo del año, de ahí viene su denominación de Palcos lunares.
Los Tres encierros y las Veintiocho Casas se dividen en 283 asterismos. A cada estrella visible se le asigna un asterismo y algunos de los asterismos solo cuentan con una estrella. Tradicionalmente, cada estrella recibe un nombre relacionando su asterismo con un número.

## Tres recintos
Son el Recinto Púrpura Prohibido (紫微垣, Zǐ Wēi Yuán), el Recinto del Palacio Supremo (太微垣, Tài Wēi Yuán) y el Recinto del Mercado Celestial (天市垣, Tiān Shì Yuán). El primero abarca la mayor parte del área de norte del cielo nocturno, mientras que el tercero el área del sur. Cada recinto está separado por «muros», que son asterismos.
El Recinto Prohibido Morado ocupa la zona más septentrional del cielo nocturno. Desde el punto de vista de los antiguos chinos, el recinto prohibido púrpura se encuentra en el centro del cielo y está rodeado por todas las demás estrellas.
Abarca las constelaciones griegas Osa Menor, Draco, Camelopardalis, Cefeo, Casiopea, Auriga, Boötes, 
y partes de la Osa Mayor, Canes Venatici, Leo Menor y Hércules.
El Recinto del Palacio Supremo abarca las constelaciones griegas de Virgo, Coma Berenices y Leo 
y partes de Canes Venatici, Osa Mayor y Leo Menor.
El Recinto del Mercado Celestial abarca las constelaciones griegas Serpens, Ofiuco, Aquila y Corona Borealis 
y partes de Hércules.
Cada uno de los tres recintos está rodeado por dos asterismos "murales", designados 垣 yuán "muro bajo, cerca; recinto" (no confundir con la mansión lunar ""Muralla" 壁):
- Púrpura Muralla Izquierda Prohibida 紫微左垣 (Casiopea / Cefeo / Draco)
- Púrpura Muralla Derecha Prohibida 紫微右垣 (Draco / Osa Mayor / Camelopardalis)
- Pared izquierda del Palacio Supremo 太微左垣 (Virgo / Coma Berenices)
- Muro Derecho del Palacio Supremo 太微右垣 (Leo / Virgo)
- Muro Izquierdo del Mercado Celestial 天市左垣 (Hércules / Serpens / Ofiuco / Aquila)
- Muro derecho del Mercado celestial 天市右垣 (Serpens / Ofiuco / Hércules)

## Las veintiocho casas
| nota: todas las traducciones no son exactas, más bien literales, es frecuente la designación directamente en pinyin sin acentos. nota 2: junto al nombre, aparece la correspondencia aproximada de las constelaciones occidentales |            |            |                            |                            |
| Cuatro símbolos (四象) | "Xiu" (宿) | "Xiu" (宿) | "Xiu" (宿)                 | "Xiu" (宿)                 |
| Cuatro símbolos (四象) | nombre     | pinyin     | traducción lit.            | correspondiente occidental |
| Dragón azur del este (Qing Long, Seiryū,Cheong-ryong, Thanh-Long) (東方青龍) | 角         | Jiăo       | Cuerno                     | Spica (alpha vir)          |
| Dragón azur del este (Qing Long, Seiryū,Cheong-ryong, Thanh-Long) (東方青龍) | 亢         | Kang       | Cuello                     | Virgo                      |
| Dragón azur del este (Qing Long, Seiryū,Cheong-ryong, Thanh-Long) (東方青龍) | 氐         | Dĭ         | Raíz                       | Libra                      |
| Dragón azur del este (Qing Long, Seiryū,Cheong-ryong, Thanh-Long) (東方青龍) | 房         | Fang       | Habitación                 | Libra                      |
| Dragón azur del este (Qing Long, Seiryū,Cheong-ryong, Thanh-Long) (東方青龍) | 心         | Xīn        | Corazón                    | Antares                    |
| Dragón azur del este (Qing Long, Seiryū,Cheong-ryong, Thanh-Long) (東方青龍) | 尾         | Wěi        | Cola                       | Escorpio                   |
| Dragón azur del este (Qing Long, Seiryū,Cheong-ryong, Thanh-Long) (東方青龍) | 箕         | Jī         | Cedazo                     | Sagitario                  |
| Tortuga negra del norte (Xuan Wu, Genbu, Hyeon-mu, Huyền-Vũ) (北方玄武) | 斗         | Dǒu        | Ñandú                      | Sagitario                  |
| Tortuga negra del norte (Xuan Wu, Genbu, Hyeon-mu, Huyền-Vũ) (北方玄武) | 牛         | Niu        | Buey                       | Capricornio                |
| Tortuga negra del norte (Xuan Wu, Genbu, Hyeon-mu, Huyền-Vũ) (北方玄武) | 女         | Nǚ         | Chica                      | Acuario                    |
| Tortuga negra del norte (Xuan Wu, Genbu, Hyeon-mu, Huyền-Vũ) (北方玄武) | 虛         | Xū         | Vacío                      | Acuario                    |
| Tortuga negra del norte (Xuan Wu, Genbu, Hyeon-mu, Huyền-Vũ) (北方玄武) | 危         | Wēi        | Peligro                    | Acuario/Pegaso             |
| Tortuga negra del norte (Xuan Wu, Genbu, Hyeon-mu, Huyền-Vũ) (北方玄武) | 室         | Shi        | Sala                       | Pegaso                     |
| Tortuga negra del norte (Xuan Wu, Genbu, Hyeon-mu, Huyền-Vũ) (北方玄武) | 壁         | Bi         | Muro                       | Algenib Pegaso             |
| Tigre blanco del oeste (Bai Hu, Byakko, Baekho, Bạch-Hổ) (西方白虎) | 奎         | Kui        | Piernas                    | Andrómeda                  |
| Tigre blanco del oeste (Bai Hu, Byakko, Baekho, Bạch-Hổ) (西方白虎) | 婁         | Lou        | Bond                       | Aries                      |
| Tigre blanco del oeste (Bai Hu, Byakko, Baekho, Bạch-Hổ) (西方白虎) | 胃         | Wei        | Estómago                   | Aries                      |
| Tigre blanco del oeste (Bai Hu, Byakko, Baekho, Bạch-Hổ) (西方白虎) | 昴         | Mǎo        | Cabeza peluda              | Pléyades                   |
| Tigre blanco del oeste (Bai Hu, Byakko, Baekho, Bạch-Hổ) (西方白虎) | 畢         | Bi         | Rojo                       | Tauro                      |
| Tigre blanco del oeste (Bai Hu, Byakko, Baekho, Bạch-Hổ) (西方白虎) | 觜         | Zi (Zuǐ)   | Morro de tortuga           | Orión                      |
| Tigre blanco del oeste (Bai Hu, Byakko, Baekho, Bạch-Hổ) (西方白虎) | 參         | Shen (Cān) | Tres estrellas             | Orión                      |
| Pájaro bermellón del sur (Zhu Que, Suzaku, Ju-jak, Chu-Tước) (南方朱雀) | 井         | Jǐng       | Pozo                       | Géminis                    |
| Pájaro bermellón del sur (Zhu Que, Suzaku, Ju-jak, Chu-Tước) (南方朱雀) | 鬼         | Guǐ        | Ogro, Demonio, Fantasma    | Cáncer                     |
| Pájaro bermellón del sur (Zhu Que, Suzaku, Ju-jak, Chu-Tước) (南方朱雀) | 柳         | Liǔ        | Álamo                      | Hidra                      |
| Pájaro bermellón del sur (Zhu Que, Suzaku, Ju-jak, Chu-Tước) (南方朱雀) | 星         | Xīng       | Estrella                   | Alfard                     |
| Pájaro bermellón del sur (Zhu Que, Suzaku, Ju-jak, Chu-Tước) (南方朱雀) | 張         | Zhāng      | Crecimiento, Red extendida | Cráter                     |
| Pájaro bermellón del sur (Zhu Que, Suzaku, Ju-jak, Chu-Tước) (南方朱雀) | 翼         | Yi         | Alas                       | Corvus                     |
| Pájaro bermellón del sur (Zhu Que, Suzaku, Ju-jak, Chu-Tước) (南方朱雀) | 軫         | Zhěn       | Fuerte, Carro              | Corvus                     |

## Nomenclatura
A cada estrella se le asigna un asterismo y dentro de este, se le asigna un número, por lo tanto cada estrella se designa como «nombre del asterismo» más un  «número». La numeración de las estrellas no se basa en la magnitud como en la denominación de Bayer, sino en la posición en el asterismo. Además algunas estrellas tienen un nombre tradicional, normalmente relacionado con la mitología o la astronomía.

## Terminología
La palabra china para "estrella, cuerpo celeste" es 星. xīng.
Los carácter 星 originalmente tenía una forma más complicada: 曐, un carácter fonosemántico (形聲字) cuya parte semántica, 晶, representaba originalmente tres estrellas parpadeantes (tres instancias del radical "sol" 日).
El término chino moderno para "constelación", referido a las definidas por el sistema de la UAI, es 星座. (xīng zuò). El término más antiguo 星官 (xīng guān) sólo se utiliza para describir constelaciones del sistema tradicional. El carácter 官 significa "funcionario público" (de ahí la traducción inglesa "officials" para los asterismos chinos), pero históricamente es un glifo variante de 宮.
gōng "templo, palacio", en origen un pictograma de un gran edificio.[cita requerida]
El término genérico para "asterismo" es 星群 (xīng qún, lit. "grupo de estrellas").

## Historia
El sistema chino se desarrolló independientemente del sistema grecorromano desde al menos el siglo V a. C., aunque puede haber habido una influencia mutua anterior, sugerida por los paralelismos con la antigua astronomía babilónica.
El sistema de veintiocho casas lunares es muy similar (aunque no idéntico) al sistema indio de Nakshatra, y actualmente se desconoce si hubo influencia mutua en la historia de los sistemas chino e indio.
Los mapas estelares chinos más antiguos que se conservan datan de la dinastía Tang. Entre ellos destacan el Tratado de Astrología de la Era Kaiyuan y el Mapa celeste de Dunhuang, del siglo VIII. Contiene recopilaciones de astrónomos chinos anteriores (Shi Shen, Gan De y Wu Xian), así como de la astronomía india (que había llegado a China en los primeros siglos de nuestra era). Gan De fue un astrónomo de la época de los Reinos Combatientes (siglo V a. C.) que, según el testimonio del Mapa celeste de Dunhuang, enumeró 810 estrellas en 138 asterismos. El propio Mapa celeste de Dunhuang tiene 1585 estrellas agrupadas en 257 asterismos.
El número de asterismos, o de estrellas agrupadas en asterismos, nunca llegó a ser fijo, sino que se mantuvo en el mismo orden de magnitud (a efectos de comparación, el catálogo estelar compilado por Claudio Ptolomeo en el siglo II tenía 1022 estrellas en 48 constelaciones). El mapa estelar de Suzhou del siglo XIII tiene 1565 estrellas en 283 asterismos, el Cheonsang Yeolcha Bunyajido coreano del siglo XIV tiene 1467 estrellas en 264 asterismos, y el globo celeste realizado por el jesuita flamenco Ferdinand Verbiest para el emperador Kangxi en 1673 tiene 1876 estrellas en 282 asterismos.[cita requerida]
El cielo meridional era desconocido para los antiguos chinos y, por consiguiente, no está incluido en el sistema tradicional. Con el contacto europeo en el siglo XVI, Xu Guangqi, astrónomo de finales de la dinastía Ming, introdujo otros 23 asterismos basados en las cartas estelares europeas. Los asterismos del "cielo meridional" (近南極星區) también se tratan ahora como parte del sistema tradicional chino.

## Los asterismos del sur (近南極星區)
El cielo alrededor del polo celeste sur era desconocido para los antiguos chinos. Por lo tanto, no estaba incluido en el sistema de Tres Recintos y Veintiocho Mansiones. Sin embargo, a finales de la dinastía Ming, Xu Guangqi introdujo otros 23 asterismos basándose en el conocimiento de las cartas estelares europeas. Estos asterismos se incorporaron desde entonces a los mapas estelares chinos tradicionales.
Los asterismos son:
| Nombre en inglés          | Nombre chino           | Número de estrellas | Constelación helenística    |
| ------------------------- | ---------------------- | ------------------- | --------------------------- |
| Mar y Montaña             | 海山 (Hǎi Shān)        | 4                   | Carina/Centaurus/Musca/Vela |
| Cross                     | 十字架 (Shí Zì Jià)    | 4                   | Crux                        |
| Cola de Caballo           | 馬尾 (Mǎ Wěi)          | 3                   | Centaurus                   |
| Abdomen de Caballo        | 馬腹 (Mǎ Fù)           | 3                   | Centaurus                   |
| Abeja                     | 蜜蜂 (Mì Fēng)         | 4                   | Musca                       |
| Triángulo                 | 三角形 (Sān Jiǎo Xíng) | 3                   | Triangulum Australe         |
| Pájaro Exótico            | 異雀 (Yì Què)          | 9                   | Apus / Octans               |
| Pavo real                 | 孔雀 (Kǒng Què)        | 11                  | Pavo                        |
| Persia                    | 波斯 (Bō Sī)           | 11                  | Indus / Telescopium         |
| Cola de serpiente         | 蛇尾 (Shé Wěi)         | 4                   | Octans / Hydrus             |
| Abdomen de Serpiente      | 蛇腹 (Shé Fù)          | 4                   | Hydrus                      |
| Cabeza de Serpiente       | 蛇首 (Shé Shǒu)        | 2                   | Hydrus / Reticulum          |
| Pico de pájaro            | 鳥喙 (Niǎo Huì)        | 7                   | Tucana                      |
| Grulla                    | 鶴 (Hè)                | 12                  | Grus / Tucana               |
| Pájaro de Fuego           | 火鳥 (Huǒ Niǎo)        | 10                  | Phoenix / Escultor          |
| Agua Corriente Torcida    | 水委 (Shuǐ Wěi)        | 3                   | Eridanus / Fénix            |
| Parche Blanco Cercano     | 附白 (Fù Bái)          | 2                   | Hydrus                      |
| Parches Blancos Adheridos | 夾白 (Jiā Bái)         | 2                   | Reticulum / Dorado          |
| Goldfish                  | 金魚 (Jīn Yú)          | 5                   | Dorado                      |
| Roca del Mar              | 海石 (Hǎi Dàn)         | 5                   | Carina                      |
| Pez Volador               | 飛魚 (Fēi Yú)          | 6                   | Volans                      |
| Barco del Sur             | 南船 (Nán Chuán)       | 5                   | Carina                      |
| Osa Menor                 | 小斗 (Xiǎo Dǒu)        | 9                   | Chamaeleon                  |

## Nombres chinos de estrellas
Los antiguos astrónomos chinos designaban nombres a las estrellas visibles de forma sistemática, aproximadamente más de mil años antes de que Johann Bayer lo hiciera de forma similar. Básicamente, cada estrella se asigna a un asterismo. A continuación, se asigna un número a cada una de las estrellas de este asterismo. Por lo tanto, una estrella se designa como "Nombre del asterismo" + "Número". Sin embargo, la numeración de las estrellas de un asterismo no se basa en su magnitud aparente, sino en su posición en el asterismo. El sistema Bayer utiliza este método chino ocasionalmente, sobre todo con las estrellas de la Osa Mayor, que tienen todas aproximadamente la misma magnitud; a su vez, las estrellas de la Osa Mayor, 北斗 en chino, se numeran en la astronomía china en el mismo orden que con las designaciones Bayer, con Dubhe en primer lugar en ambos casos.
Por ejemplo, Altair se denomina 河鼓二 en chino. 河鼓 es el nombre del asterismo (literalmente, el Tambor en el Río). 二 es la designación del número (dos). Por lo tanto, significa literalmente "la Segunda Estrella del Tambor en el Río". (Bayer podría haber llamado a Altair "Beta Tympani Flumine" si hubiera estado catalogando constelaciones chinas).
Algunas estrellas también tienen nombres tradicionales, a menudo relacionados con la mitología o la astrología. Por ejemplo, Altair se conoce más comúnmente como 牛郎星 o 牵牛星 (la Estrella del Vaquero) en chino, por la historia mitológica del Vaquero y la Tejedora.
Estas denominaciones se siguen utilizando en la astronomía china moderna. Todas las estrellas para las que se utilizan los nombres tradicionales en inglés se traducen habitualmente por sus designaciones chinas tradicionales, en lugar de traducciones de sus nombres de catálogo.

### Por constelación moderna de la IAU
La siguiente es una lista de las 88 constelaciones de la IAU con la traducción al chino de sus nombres. 
Cada artículo enlazado proporciona una lista de los nombres chinos (tradicionales) de las estrellas dentro de cada constelación (moderna).
- Andrómeda (仙女座)
- Antlia (唧筒座)
- Apus (天燕座)
- Aquarius (寶瓶座)
- Aquila (天鷹座)
- Ara (天壇座)
- Aries (白羊座)
- Auriga (御夫座)
- Boötes (牧夫座)
- Caelum (雕具座)
- Camelopardalis (鹿豹座)
- Cancer (巨蟹座)
- Canes Venatici (獵犬座)
- Canis Major (大犬座)
- Canis Minor (小犬座)
- Capricornus (摩羯座)
- Carina (船底座)
- Cassiopeia (仙后座)
- Centaurus (半人馬座)
- Cepheus (仙王座)
- Cetus (鯨魚座)
- Chamaeleon (蝘蜓座)
- Circinus (圓規座)
- Columba (天鴿座)
- Coma Berenices (后髮座)
- Corona Australis (南冕座)
- Corona Borealis (北冕座)
- Corvus (烏鴉座)
- Cráter (巨爵座)
- Crux (南十字座)
- Cygnus (天鵝座)
- Delphinus (海豚座)
- Dorado (劍魚座)
- Draco (天龍座)
- Equuleus (小馬座)
- Eridanus (波江座)
- Fornax (天爐座)
- Gemini (雙子座)
- Grus (天鶴座)
- Hercules (武仙座)
- Horologium (時鐘座)
- Hydra (長蛇座)
- Hydrus (水蛇座)
- Indus (印第安座)
- Lacerta (蝎虎座)
- Leo (獅子座)
- Leo Minor (小獅座)
- Lepus (天兔座)
- Libra (天秤座)
- Lupus (豺狼座)
- Lynx (天貓座)
- Lyra (天琴座)
- Mensa (山案座)
- Microscopium (顯微鏡座)
- Monoceros (麒麟座)
- Musca (蒼蠅座)
- Norma (矩尺座)
- Octans (南極座)
- Ophiuchus (蛇夫座)
- Orion (獵戶座)
- Pavo (孔雀座)
- Pegasus (飛馬座)
- Perseus (英仙座)
- Phoenix (鳳凰座)
- Pictor (繪架座)
- Pisces (雙魚座)
- Piscis Austrinus (南魚座)
- Puppis (船尾座)
- Pyxis (羅盤座)
- Reticulum (網罟座)
- Sagitta (天箭座)
- Sagitario (人馬座)
- Scorpius (天蝎座)
- Escudero (玉夫座)
- Scutum (盾牌座)
- Serpens (巨蛇座)
- Sextans (六分仪座)
- Taurus (金牛座)
- Telescopium (望远镜座)
- Triangulum (三角座)
- Triangulum Australe (南三角座)
- Tucana (杜鵑座)
- Ursa Major (大熊座)
- Ursa Minor (小熊座)
- Vela (船帆座)
- Virgo (室女座)
- Volans (飛魚座)
- Vulpecula (狐狸座)